# Casa Lanao
La Casa Lanao de Arro, comarca de Sobrarbe, en España, es un monumento declarado Bien de Interés Cultural por el Gobierno de Aragón.
Se erigió, en el siglo XVI, debido a la inseguridad que se vivía en los Pirineos de Huesca. Este inmueble desde su construcción ha sufrido incontables modificaciones y añadidos. En su origen era un edificio de planta rectangular, ampliado con dependencias domésticas. La construcción es de mampostería y consta de tres plantas y falsa, con un torreón cilíndrico de la misma altura que el resto de la casa. El torreón es de dos cuerpos separados por una imposta; su interior se encuentra fraccionado en cuatro estancias, que comunican con los pisos de la casa. En la planta baja del torreón defensivo. El tejado cónico finaliza con una figura femenina de tosca.
El conjunto posee una pequeña capilla dedicada a San Antonio de Padúa. Parte del cuerpo principal de la casa y la torre se realizó en el siglo XVI. Las ampliaciones posteriores pueden datarse a partir del siglo XVIII y XIX.
Casa Lanao se levanta en las inmediaciones de Arro, compartiendo protagonismo con la otra vivienda militarizada del lugar: Casa La Abadía, que destaca en el interior del casco urbano.
Se supone que la ubicación de Casa lanao a las afueras del núcleo responde a la existencia de unas aguas termales utilizadas con fines curativos.

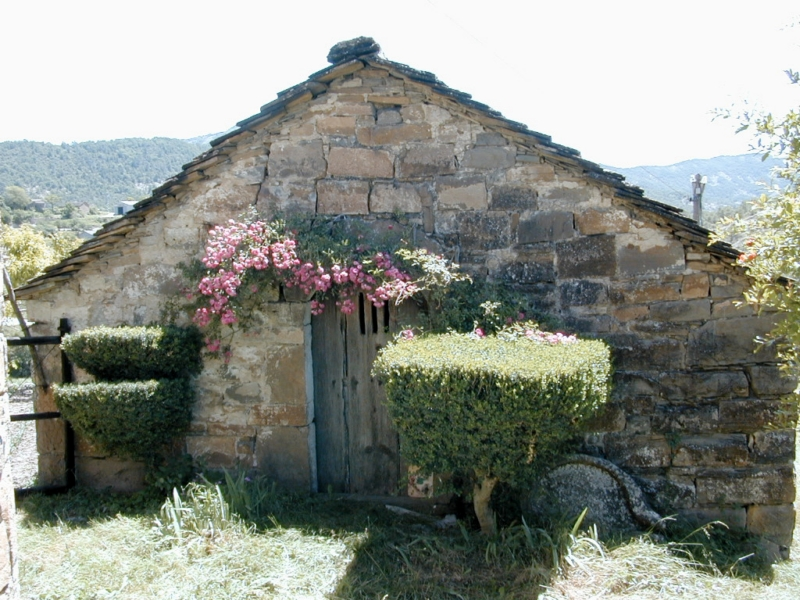
Capilla de San Antonio de Padúa.

Para conocer esta vivienda torreada hay que desplazarse hasta Arro, pequeña localidad del municipio de Aínsa-Sobrarbe, Comarca de Sobrarbe, provincia de Huesca, Aragón, España; se ubica a pocos km de Aínsa y lo encontraremos si tomamos la carretera de Aínsa en dirección a Campo. (N-260)
A las afueras de la localidad sobre un pequeño promontorio. Por 1 km de pista asfaltada cuyo acceso se encuentra unos 500 m antes de llegar al pueblo viniendo desde Aínsa, a la izquierda. Localizable visualmente desde la carretera principal se encuentra este Bien de Interés Cultural.
En el Pirineo de Huesca, compartiendo escenario con esta casona, se levantan alrededor de otras cien casas torreadas que son mudos testigos de un pasado complicado y común. Numerosos conflictos de variada índole hicieron que el siglo XVI fuera especialmente peligroso y como respuesta las familias acomodadas levantaran viviendas fortificadas para su propia defensa; estas construcciones destinadas a la habitación presentan numerosos elementos militares como torres vigías, matacanes, aspilleras, etc. El aspecto de estas edificaciones, en general, es macizo,imponente,intimidatorio y austero. Siempre se ubican en el medio rural, pudiendo encontrarse tanto en núcleos como aisladas. Su existencia configura un rasgo de identidad común de varias comarcas oscenses.